# Lahar
Lahar je oblik blatnog ili urušenog toka sastavljen od mulja, piroklastičnih materijala, stijena i vode. Lahar teče općenito nakon vulkanske erupcije rutom kojom mu je najlakše proći (doline rijeka, tektonski predodređeni pravci). Izraz lahar je skraćenica i dolazi iz javanske riječi berlahar.

## Opis
Lahar je indonežanska riječ koja označava vulkanske blatne tokove. Lahari imaju istu čvrstinu i viskoznost te veoma sličnu gustoću kao beton. Dok teku veliki su problem, a kada prestanu teći još su veći. Jer čim se lahar zaustavi pretvara se u netekuću, čvrstu masu. Primjer toga je lahar koji je dobio ime Osceola. On je navalio iz planine Rainier prije 5.600 godina prema kanjonu rijeke White River u američkoj saveznoj državi Washingtonu te stvorio zid visine 140 metara površine 330 četvornih metara. Lahari mogu formirati svoju putanju, bez obzira na to da li je ona već predisponirana nekom strukturom, a ova činjenica otežava mogućnost predviđanja smjera i brzine kretanja ovih tokova. Međutim, lahar kad izađe iz svog toka sve više slabi te čak i najslabija drvena koliba može izdržati nalet, ali će je blato vjerojatno prekriti do vrha što će dovesti do urušavanja zbog pritiska na zidove i krov kolibe. Viskoznost lahara se smanjuje s vremenom i količinom kiše, iako blato očvrsne ubrzo nakon zaustavljanja toka.
Njegovi tokovi mogu imati smrtne posljedice zbog svoje razorne moći i brzine. S mogućnošću da može teći brzinom višom od 100 kilometara na sat s udaljenosti veće od 300 kilometara može izazvati katastrofalne štete na svom rušilačkom putu. Primjer toga je lahar iz 1985. koji se spustio na naseljeni grad Armero ispod kolumbijskog vulkana Nevado del Ruiz. U toj je tragediji, prema procjenama, život izgubilo oko 23.000 ljudi jer je grad prekrio lahar visine od 5 metara. Što se tiče smrti od vulkanskih posljedica na lahare otpada oko 17 % ukupnih žrtava.

## Uzroci
Lahari imaju nekoliko mogućih izvora.
- Snijeg i ledenjaci se mogu otopiti pod utjecajem lave što izaziva piroklastične tokove i lahare.
- Kada se lava pomješa na svome izlasku s blatom i mokrom zemljom na padinama vulkana što dovodi do pojave lahare velike gustoće
- Također, poplave mogu biti izvori lahara. Otapanje ledenjaka ili prelijevanje jezera dovode do lahara koji se nazivaju i glacijalni tokovi ili jökulhlaup
- Voda iz kraterskog jezera pomješana s vulkanskom erupcijom

Lahari se ne moraju nužno vezivati uz vulkane i njegove nuspojave. Lahari se mogu pojavljivati i bez bilo kakve vulkanske aktivnosti. Primjeri toga su:
- Otapanje snijega i ledenjaka tijekom razdoblja blage, nehladne klime
- Potresi ispod ili u blizini vulkana mogu dovesti do kretanja blata i vulkanskog pepela, koji se stapaju u lahar
- Kiša ili tajfuni mogu navlažiti tlo, a snažni vjetrovi koji pušu dovode do gibanja materijala niz padinu

## Vanjske poveznice
- Školske stranice o laharima
- USGS web-stranica o laharima
- Lahar Mount Rainiera  Arhivirana inačica izvorne stranice od 27. svibnja 2010. (Wayback Machine)
- USGS- Kako normalni živjeti podno Rainera zbog lahara